# Sukhoi Su-35
Sukhoi Su-35 (trước đây có tên gọi là Su-27M) (tên ký hiệu của NATO Flanker-E+) là máy bay tiêm kích hạng nặng, tầm xa, đa năng, chiếm ưu thế trên không thế hệ 4 hiện đại được phát triển bởi hãng Sukhoi. Do có các đặc trưng và thành phần của máy bay giống với Su-30MKI, Sukhoi Su-35 được xem như là người anh em với Sukhoi Su-30MKI, một phiên bản nâng cấp đặc biệt của Su-30. Su-35 được phát triển xa hơn nữa, và kết quả là Su-35BM, về sau thường được biết với tên chính thức là Su-35S. Su-35 hiện đang phục vụ trong Không quân Nga, Không quân Trung Quốc.

## Thiết kế và phát triển
Chương trình thử nghiệm T10-24 đã được xây dựng từ năm 1985. Các chuyến bay kiểm tra đã cất cánh vào năm 1988. Nguyên mẫu đầu tiên đã được trưng bày công khai vào năm 1992 ở Triển lãm hàng không Quốc tế Farnborough. Máy bay có tên gọi ban đầu là Su-27M (T-10S-70), nhưng sau đó đã đổi thành Su-35, dù tên gọi Su-27M vẫn còn tồn tại trong hệ thống tên gọi của quân đội Nga. Mười một nguyên mẫu đã được chế tạo đến năm 1994. Nó bắt đầu phục vụ thử nghiệm trong không quân Nga vào năm 1995. Sau đó một phiên bản cải tiến khác từ Su-35 là Su-37 'Flanker-F' đã được phát triển song song và chuyến bay thử nghiệm đầu tiên vào năm 1996. Su-35 hiện nay chỉ được sản xuất cho Không quân Nga. Mới đây Su-35 đã xuất hiện trong triển lãm hàng không MAKS-2007 International Aviation and Space Salon vào tháng 8 năm 2007.
Su-35 có cánh lớn và động cơ có công suất lớn hơn với các loại khác của dòng Su-27, Su-33 'Flanker-D' và Su-35 có cùng kiểu cánh lớn và động cơ công suất lớn. Các thay đổi khác từ Su-27 và Su-30 là các cánh mũi, mũi máy bay lớn hơn, sử dụng nhiều hơn vật liệu sợi carbon, và hợp kim lithium-nhôm trong cấu trúc thân, đồng thời các cánh đuôi có hình vuông hơn và rộng hơn. Phần đầu có một radar mảng pha quét điện tử thụ động cải tiến. Máy bay đã được cập nhật công nghệ điện tử hàng không và các hệ thống điện tử, bao gồm hệ thống lái số fly-by-wire và 1 radar tìm kiếm-khóa mục tiêu (lock down-shoot down) ở phía sau để bắn các tên lửa dẫn đường bằng radar bán chủ động. Nó có hệ thống tiếp nhiên liệu trên không.
Một số bộ phận và tổng thành đơn lẻ của tiêm kích Su-35 đang được sản xuất ở nước ngoài, trong đó có Ukraine. Ở đó, toàn bộ thiết bị điện tử trên khoang được chế tạo dựa trên linh kiện nước ngoài. Theo Nhật báo Gazeta (Nga) hồi đầu năm 2015, kế hoạch trang bị thêm tiêm kích Su-35 vào cuối năm 2015 của Nga rất có thể không hoàn thành do thiếu nguồn cung cấp linh kiện.

## Hiện đại hóa
Sukhoi bắt đầu hiện đại hóa Su-35 vào giữa thập niên 2000 để đưa Su-35 thành một máy bay tiêm kích thế hệ 4.5 hiện đại, tận dụng các công nghệ hiện tại đã có. Su-35 hiện đại hóa sẽ được thiết kế tạm thời cho đến khi máy bay thế hệ thứ 5 PAK FA (T-50) được đưa vào hoạt động. Chiếc Su-35 hiện đại hóa đầu tiên mới đây đã được trưng bày tại triển lãm hàng không MAKS-2007 vào tháng 8-2007. Phiên bản Su-35 mới bay lần đầu vào ngày 19 tháng 2-2008. Phiên bản này bay giờ đang được sản xuất để cung cấp cho khách hàng bắt đầu vào năm 2009. Su-35 hiện đại hóa được gọi là "Su-35BM" (Bolshaya Modernizatsiya - Hiện đại hóa lớn) bởi một số nguồn, nhưng Sukhoi đơn giản chỉ đề cập nó là một máy bay tiêm kích như "Su-35".

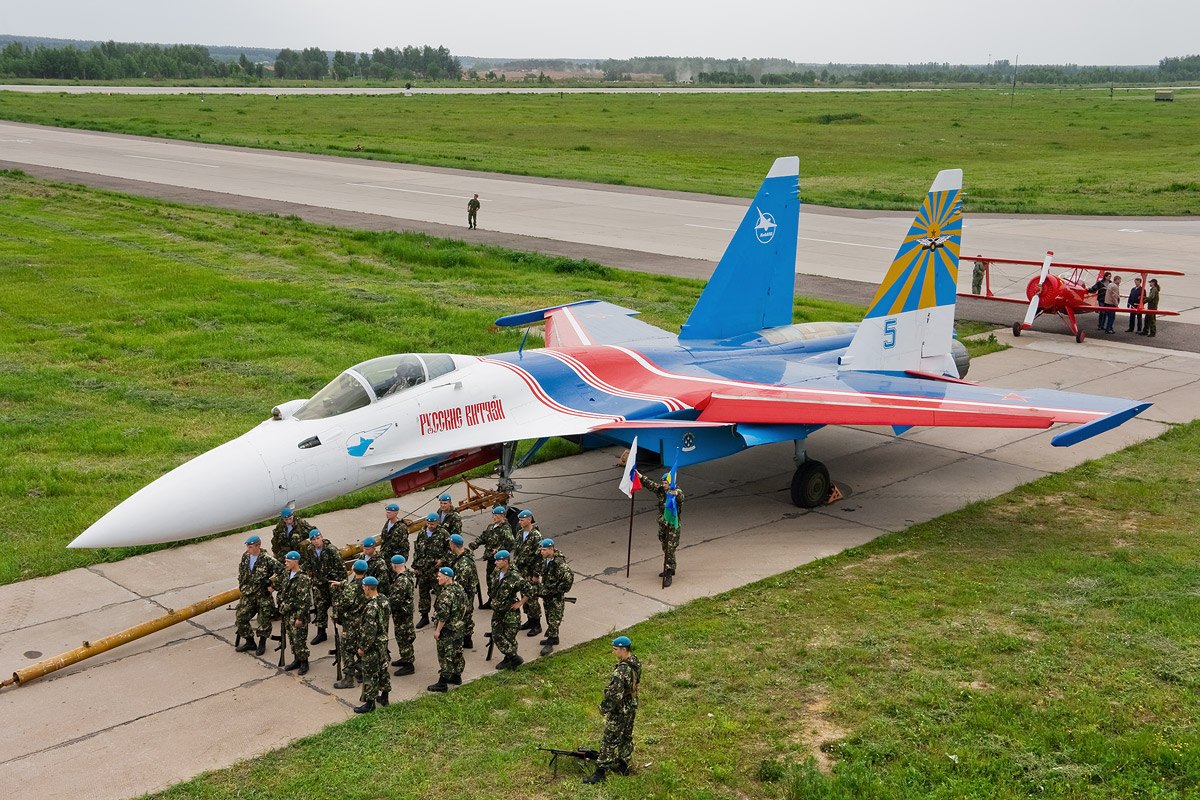
Một chiếc Su-27M trong đội bay Những Hiệp sĩ Nga

Su-35 mới bỏ đi cánh mũi và cánh tà hãm tốc độ từ thiết kế ban đầu của Su-35. Thiết kế mới có một khung máy bay gia cố nhằm tăng tuổi thọ và có một radar nhỏ hơn ở phía trước. Su-35 hiện đại hóa có phần múi mới, trong đó chứa một radar quét mảng pha điện tử bị động cải tiến và máy bay cũng được nâng cấp hệ thống điện tử hàng không và các hệ thống điện khác, bao gồm hệ thống lái số fly-by-wire và radar quét sau để điều khiển tên lửa SARH. Hệ thống đẩy véc tơ 2 chiều không đối xứng đã được thử nghiệm trên Su-35 và có vẻ như sẽ làm cơ sở để phát triển Su-37.
Su-35 có động cơ đẩy véc tơ 3D mới có tên gọi 117S, đã được phát triển và thay thế các động cơ AL-35 hay AL-31F hiện có. Động cơ 117S sử dụng công nghệ tua bin áp suất thấp và tua bin cao áp tiên tiến, đồng thời đã sử dụng hệ thống kiểm soát số hóa chính xác SDU-D. Những công nghệ mới này làm cho lực đẩy tổng thể của động cơ này tăng vọt 16%. Tuổi thọ sử dụng động cơ 117S là 4.000 giờ, hơn gấp đôi động cơ cùng loại. Thời gian cách nhau giữa hai lần đại tu là 1.000 giờ, cũng gấp đôi sản phẩm cùng loại, điều này đã đóng góp to lớn cho năng lực điều động và thời gian tác chiến của Su-35.
Tuổi thọ khung thân của Su-35 cũng được nâng cao so với các tiền nhiệm của nó. Những chiếc Su-27 được chế tạo từ đầu những năm 1980 dự kiến có tuổi thọ bay là hơn 3.000 giờ bay, những chiếc Su-30MKI xuất khẩu cho Ấn Độ (chế tạo vào thập niên 2000) có tuổi thọ bay đạt 6.000 giờ, trong khi Su-35 cũng đạt 6.000 giờ bay (cần lưu ý là có sự khác biệt trong cách tính tuổi thọ giữa Nga và phương Tây. Quân đội Nga tính tuổi thọ khung thân máy bay bằng cách tính thời điểm "từ khi sản xuất đến khi phải thay thế một số bộ phận bị hao mòn", trong khi phương Tây tính tuổi thọ khung thân máy bay "từ khi sản xuất đến khi toàn bộ máy bay bị hao mòn không thể sửa chữa được nữa". Ví dụ như loại F-16 Fighting Falcon của Mỹ theo cách tính của phương Tây sẽ có tuổi thọ bay khoảng 8.000 - 12.000 giờ, nhưng nếu tính theo cách của người Nga thì chỉ đạt 4.000 giờ bay).
Bên ngoài Su-35 rất giống Su-27 nhưng bên trong hoàn toàn khác. Su-35 được trang bị 2 động cơ AL-41F1S (117S) có khả năng đẩy vector với lực đẩy mỗi động cơ khi sử dụng chế độ đốt sau là 142,2 kN cao hơn 16% so với Su-27. Su-35 được trang bị động cơ phụ ТА14-130-35 để cấp nguồn cho các hệ thống trên khoang. Cấu trúc Su-35 sử dụng các vật liệu mới. Dự trữ nhiên liệu là 11,5 tấn, nhiều hơn 22% so với ở Su-27.
Ra đa có thể khóa đến 30 mục tiêu khác nhau, trong đó có 8 mục tiêu có thể khóa gần như liên tục với độ chính xác đủ để đồng thời tiêu diệt bằng các tên lửa không đối không tầm trung với đầu dò chủ động. Có thể bắn hai mục tiêu đồng thời bằng các tên lửa với đầu dò bán chủ động, nhưng nó đòi hỏi rađa phải chỉ điểm mục tiêu trong một thời gian.
Tuy nhiên, Đài Phát thanh Trung Quốc trong một bài báo năm 2014 cho rằng Su-35 có một số điểm yếu khi so sánh với tiêm kích Trung Quốc. Radar Irbis-E trên thực tế chỉ là radar mảng pha quét điện tử bị động (PESA), trong khi đó, các máy bay J-10B của Trung Quốc đã được trang bị radar mảng pha quét điện tử chủ động AESA tân tiến hơn. Su-35 có hạn chế do được thiết kế theo tư tưởng tác chiến cự ly gần trong khi hiện nay nhiều cuộc không chiến là ngoài tầm nhìn (BVR). Tuy nhiên, các bài báo này cũng trích dự đoán của chuyên gia Trung Quốc và đưa ra kết luận như sau: Tính năng của máy bay chiến đấu Su-35 đã vượt tất cả máy bay chiến đấu thế hệ thứ tư, bao gồm máy bay chiến đấu Rafale Pháp và máy bay chiến đấu Eurofighter Typhoon của châu Âu và cũng có thể đối đầu hiệu quả với máy bay chiến đấu tàng hình F-22A Raptor của Không quân Mỹ.
Radar mảng pha Irbis-E có khoảng cách dò tìm đạt tới 400 km với mục tiêu có độ tán xạ radar (RCS) là 3m² (tương đương máy bay F-16) Với mục tiêu có độ tán xạ radar là 0,01m² (tương đương máy bay tàng hình) phạm vi dò tìm đạt 90 km.

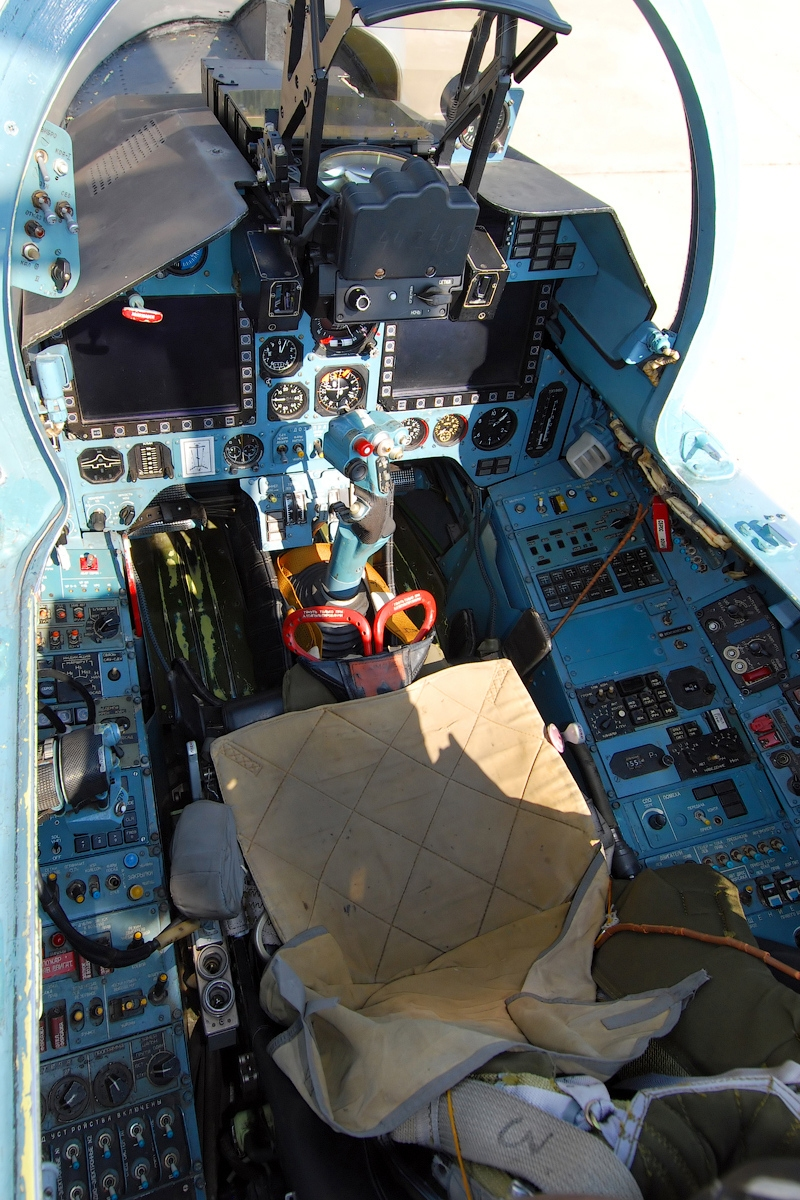
Buồng lái Su-35

Su-35 trang bị hệ thống tìm kiếm và theo dõi hồng ngoại (IRST, đây là tiêu chuẩn trang bị của hầu hết máy bay tác chiến Nga. Hệ thống IRST của Su-35 là OLS-35, hệ thống này một lần có thể theo dõi 4 tín hiệu hồng ngoại với các bước sóng ngắn khác nhau, khoảng cách dò tìm tối đa là 90 km (phần đuôi mục tiêu) và 50 km (phía trước mục tiêu). Nhờ hệ thống này, Su-35 có thể âm thầm công kích mục tiêu mà không cần bật radar dò tìm, đây là một yếu tố quan trọng trong những chiến thuật kiểu tấn công bất ngờ: việc bật radar dò tìm sẽ khiến máy bay phát ra tín hiệu điện từ, các thiết bị cảnh báo của đối phương có thể sẽ dò ra nguồn phát và khiến cuộc công kích mất đi tính bất ngờ, trong khi đó thiết bị IRST hoạt động mà không phát ra nguồn tín hiệu nào nên máy bay đối phương sẽ không thể dò thấy.
Hệ thống ngắm quang điện tử không đối đất có thể dùng hồng ngoại và laser, cũng như nếu mục tiêu đã bị chỉ điểm bằng laser từ đâu đó thì vũ khí từ máy bay có thể tự tìm đến mục tiêu đó. Hệ thống nhắm có thể đồng thời khóa và chỉ thị cùng lúc 4 mục tiêu ở mặt đất. Với trang bị hệ thống phòng vệ trên khoang tốt hơn hơn. Hệ thống hồng ngoại dò báo động tên lửa đang khóa máy bay với 6 cảm biến bố trí ở trước thân máy bay để dò bao quát mọi góc độ. Hệ thống có thể phát hiện tên lửa phòng không vác vai kích hoạt trong phạm vi 10 km và tên lửa không đối không ở khoảng cách 30 km Và tên lửa đất đối không trong bán kính 50 km. Hai cảm biến dò laser được bố trí ở hai bên phần đầu của máy bay. Hệ thống có thể phát hiện các máy chiếu laser ở khoảng cách 30 km.
Theo nguồn tin trích lại từ Đài phát thanh "Tiếng nói nước Nga" (The Voice of Russia - Голос России) thì với động tác kỹ thuật siêu đẳng mà không một loại máy bay nào trên thế giới hiện nay có thể làm được, các chuyên gia phương Tây đã phải kinh ngạc thốt lên: "Đây không phải là máy bay mà là UFO"!
Vào tháng 2 năm 2023, một doanh nghiệp nhà nước của Trung Quốc về kỹ thuật hàng không và quân sự là AVIC International Holding Corporation đã vận chuyển “các bộ phận trị giá 1,2 triệu USD dành cho máy bay chiến đấu phản lực Su-35” cho tập đoàn quốc phòng Nga Kret vào ngày 24 tháng 10 năm 2022. Việc AVIC cung cấp linh kiện cho máy bay chiến đấu phản lực Su-35 của Nga là rất đáng chú ý vì nó cho thấy sự ủng hộ ngầm của Trung Quốc với Nga trong bối cảnh cuộc chiến Nga - Ucraina đang diễn ra.

## Lịch sử hoạt động

### Nga
Vào năm 1996, ba tiêm kích Su-27Ms đã được bàn giao cho Trung tâm bay-thử nghiệm 929 tại Căn cứ không quân Vladimirovka, Akhtubinsk để thử nghiệm vũ khí. Năm 2001, không quân Nga đã quyết định chuyển một vài chiếc Su-27Ms để tái trang bị cho phi đội thao diễn trên không Những hiệp sĩ Nga, và phi đội cũng bắt đầu chuyển sang dùng loại tiêm kích này. Những chiếc tiêm kích này Căn cứ không quân Kubinka gần Moscow năm 2003. Tuy nhiên, chúng đã được tận dụng để lấy linh kiện cho các máy bay khác trong phi đội.

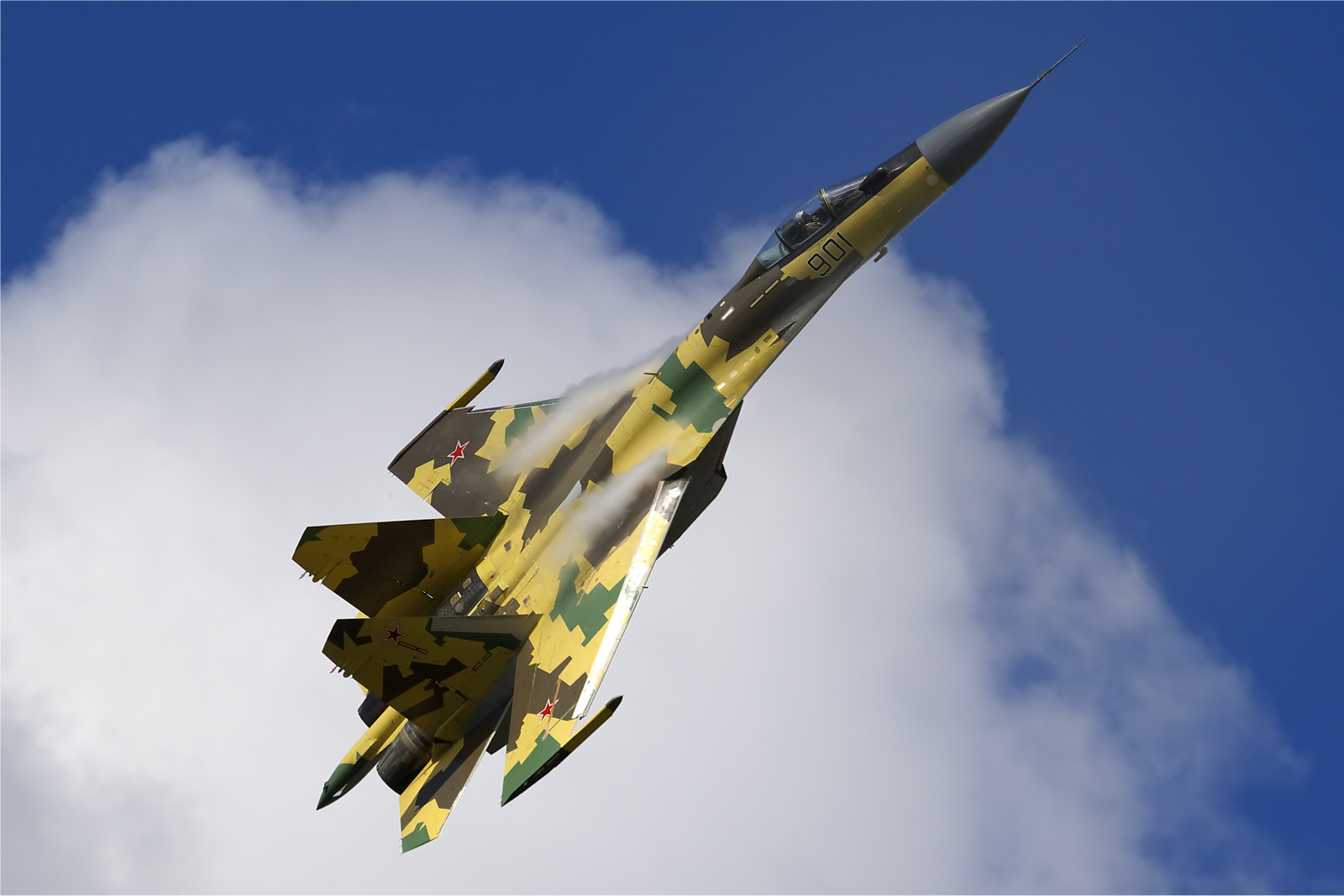
Một chiếc Su-35 của Không quân Nga đang biểu diễn tại triển lãm hàng không MAKS 2009 tại Moscow

Một mẫu trưng bày và ba mẫu thử bay được đã được chế tạo từ năm 2007 đến năm 2009. Nguyên mẫu thứ ba sau đó đã bị phá hủy khi nó đâm vào rào chắn khi đang di chuyển ra đường băng.
Hợp đồng đầu tiên bao gồm 48 máy bay đã được kí tại triển lãm hàng không MAKS 2009 tại Moscow. Vào tháng năm năm 2011, Sukhoi đã chuyển giao chiếc Su-35S đầu tiên cho Akhtubinsk để tiếp tục chương trình thử nghiệm hợp tác với Bộ quốc phòng Nga để đưa vào biên chế chính thức. Giai đoạn thứ nhất của quá trình thử nghiệm bắt đầu vào tháng tám năm 2011. Đến tháng ba năm 2012, 2 nguyên mẫu và 4 máy bay đã được bay thử nghiệm để kiểm tra về các thông số kĩ thuật, và nó đã được đánh giá là đã đạt yêu cầu đề ra. Sáu máy bay đã được bàn giao vào tháng mười hai năm 2012. Vào tháng hai năm 2013, năm trong số sáu máy bay đã bắt đầu giai đoạn thử nghiệm thứ hai, tập trung chủ yếu vào vũ khĩ và khả năng cơ động trong chiến đấu của máy bay.

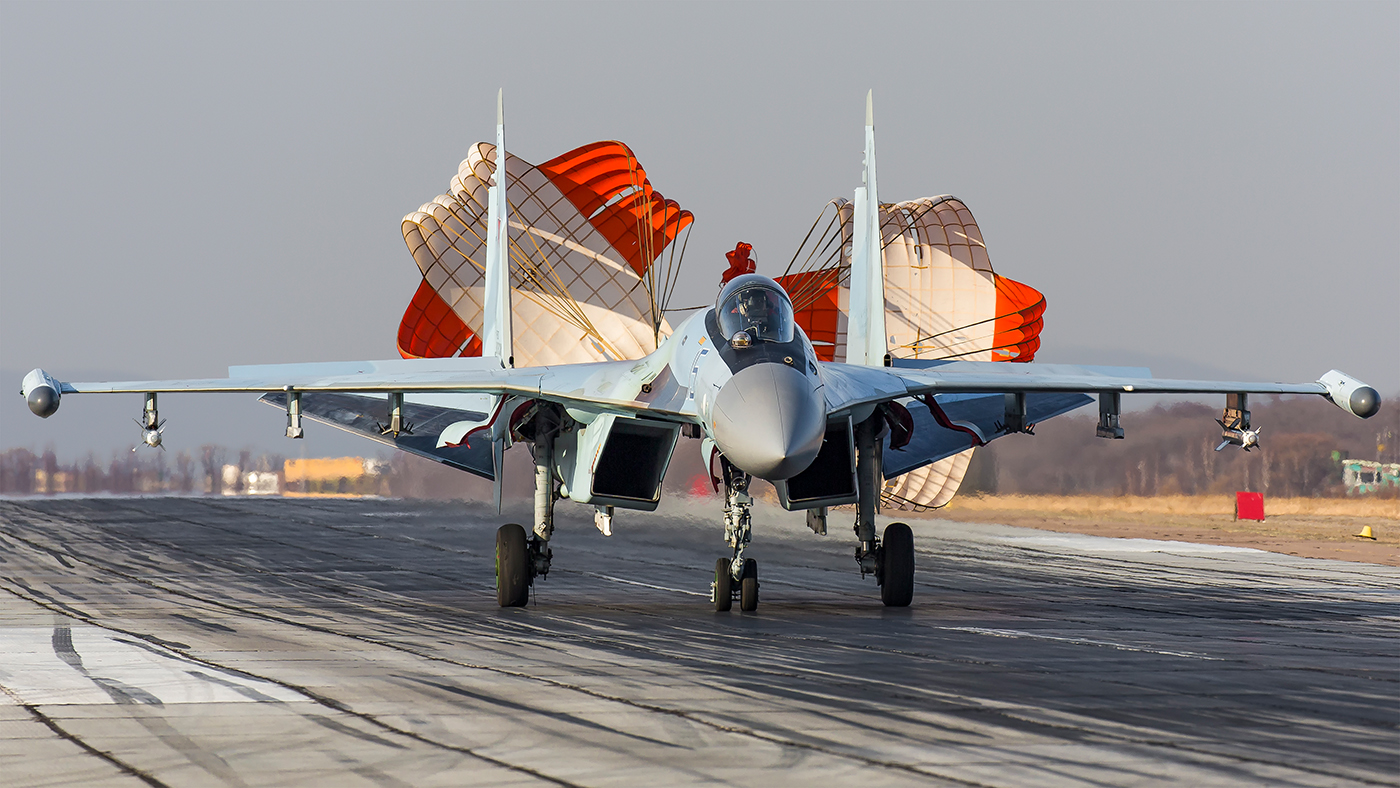
Một chiếc Su-35S đang hạ cánh với dù hãm tốc được bung tại Aviadarts năm 2019

Thêm mười hai chiếc đã được bàn giao vào thánh mười hai năm 2013 và mười hai chiếc nữa vào tháng hai năm 2014, mười trong số đó đã được chuyển giao cho Trung đoàn hàng không tiêm kích 23, đóng quân ở vùng viễn đông để thực hiện giai đoạn cuối của cuộc thử nghiệm. Sự chuyển giao này cũng chính thức đưa nó vào hoạt động. Vài chiếc Su-35S sau đó đã được chuyển đến Lipetsk để phát triển các chiến thuật tác chiến và để huấn luyện. Su-35S cũng thường xuyên được bố trí tại Căn cứ không quân Besovets gần biên giói Phần Lan,và tại Căn cứ không quân Uglovoye gần Vladivostok.
Sự ra mắt của Su-35S trong Không quân Nga là một phần của chương trình hiện đại hóa lực lượng vũ trang từ năm 2011-2020 bắt đầu từ sau chiến tranh Georgia năm 2008 với mục đích nhằm tăng số lượng các thiết bị quân sự hiện đại trong Lực lượng vũ trang Liên bang Nga. Các máy bay này được chuyển giao cùng với các loại khác như Su-30M2, Su-30SM và máy bay cường kích Su-34. 

#### Can thiệp quân sự của Nga trong nội chiến Syria
Vào tháng một năm 2016, Nga đã đưa 4 chiếc Su-35S tới Syria. Điều này bắt nguồn từ sự gia tăng căng thẳng giữa Nga và Thổ Nhĩ Kỳ bởi các báo cáo về các máy bay của Nga bay vào lãnh thổ Thổ Nhĩ Kỳ và vụ việc một chiếc Su-24 bị bắn hạ bỏi tiêm kích F-16 của Thổ Nhĩ Kỳ. Su-35S được triển khai tới Syria nhằm hộ tống cho các tiêm kích Su-30SM khi thực hiện các nhiệm vụ tuần tra chiến đấu cũng như các máy bay ném bom khác khi thực hiện các nhiệm vụ không kích. Qua việc triển khai trên, nó đã giúp tìm và giải quyết nhiều vấn đề, ví dụ như về hệ thống điện tử hàng không. Người ta cũng đã nhiều lần trông thấy những chiếc Su-35 ở Syria mang bom không dẫn đường, theo các nguồn tin của Nga khẳng định thì Su-35 cũng đã thực hiện các phi vụ không kích bằng vũ khí đẫn đường chính xác.
Vào ngày 20 tháng tám năm 2019, 2 chiếc Su-35S của Không quân Nga cất cánh từ Căn cứ không quân Khmeimim, đã đánh chặn 2 chiếc F-16 của không quân Thổ Nhĩ Kỳ ở phía nam Idlib và buộc họ phải rời không phận Syria. Hai chiếc Su-35S cũng đã đánh chặn máy bay của không quân Isarel ở địa trung hải khi đang chuẩn bị tấn công vào Syria. Su-35 cũng đã từng đánh chặn một vài máy bay của Isarel ở miền nam Syria và ngăn chặn chúng thực hiện các cuộc không kích. Một cuộc đánh chặn nữa cũng được thực hiện vào ngày 19 tháng chín năm 2019, hai chiếc Su-35 đã đánh chặn các máy báy của Isarel khi đang chuẩn bị thực hiện tấn công vùng ngoại ô của Damacus. Vào ngày 15 tháng mười năm 2019, một chiếc F-16 của Thổ Nhĩ Kỳ đã bị đánh chặn bởi nhiều chiếc Su-35S và buộc phải rút lui khi đang cố chuẩn bị tấn công vào các trụ sở chính của Các lực lượng Dân chủ Syria ở Manbij. Vào ngày 12 tháng mười một năm 2019, một chiếc Su-35S cũng đã đánh chặn một tiêm kích của Isarel trong một cuộc không kích ở Darmacus. Vào ngàu 7 tháng 12 năm 2019, một vài máy bay của Isarel đã bị đánh chặn vởi nhiều chiếc Su-35S và đã phải rút lui khi đang cố tấn công vào Căn cứ không quân Tiyas.

#### Cuộc tấn công của Nga vào Ukraine 2022
Vào ngày 3 tháng 4 năm 2022, một chiếc Su-35S đã bị rơi ở phía tây Ukraine, Ukraine khẳng định đã bắn rơi máy bay này. Phi công đã phóng ghế thoát hiểm thành công và bị bắt giữ bởi lực lượng Ukraine sau đó.
Cuối tháng 9 năm 2023 lực lượng phòng không Nga gần tiền tuyến ở khu vực Zaporizhzhia phía nam Ukraine đã bắn hạ một chiếc Su-35 gần thành phố Tokmak của Ukraine bị Nga chiếm đóng. Một kênh Telegram của Nga có liên kết chặt chẽ với lực lượng không quân nước này đã xuất hiện để xác nhận vụ việc hôm thứ Sáu khi bày tỏ lòng kính trọng đối với phi công đã thiệt mạng.
Thành tích Su 35s ở Ukraine là không đáng kể, bị bắn hạ nhiều hoặc bị phá hủy trên mặt đất qua các chiến dịch như Lưới Nhện.

### Trung Quốc
Vào đầu những năm 1990, một hợp đồng về tiêm kích Su-27M đã được bàn bạc với Trung Quốc. Vào năm 1995, Sukhoi đã thông báo về kế hoạch mua 120 máy bay của Bắc Kinh. Tuy nhiên, Bộ Ngoại giao Nga đã không chấp thuận việc mua máy bay Su-27M và Tupolev Tu-22M.
Vào tháng 11 năm 2015, Trung Quốc đã trở thành khách hàng đầu tiên của máy bay Su-35S khi Nga và Trung Quốc kí một hợp đồng trị giá 2 tỉ đô để mua 24 máy bay cho Không quân Quân Giải phóng Nhân dân Trung Quốc. Trung Quốc đã quan tâm đến tiêm kích Su-35S từ năm 2006. Nhưng phải cho đến Rosoboronexport năm 2010 thì Nga mới sẵn sàng bàn bạc với Trung Quốc về hợp đồng Su-35S.
Quân đội Trung Quốc đã nhận được 4 máy bay đầu tiên vào năm 2016, Tiếp nối đợt giao đầu tiên, trang web của Quân Giải phóng Nhân dân Trung Quốc đã thông báo về tiêm kích J-20 được đưa vào vận hành. Trung Quốc đã nhận thêm 10 chiếc nữa vào năm 2017 và 2018. Tháng sáu năm 2019, Nga đã đề nghị với Trung Quốc một lô hàng Su-35S nữa.

### Ai Cập
Vào tháng 3 năm 2019, Ai Cập đã thông báo về việc mua 24 máy bay Su-35 với trị giá khoảng 2 tỉ đô, thanh toán vào cuối năm 2018. Việc giao hàng dự kiến sẽ bắt đầu từ đầu năm 2020 hoặc 2021. Đại diện tập đoàn Rosoboronexport Sergei Kormev đã từ chối kí hợp đồng cung cấp Su-35 cho Ai Cập. Ông Mike Pompeo cũng cảnh báo rằng "nếu những hệ thống này được mua, họ sẽ áp dụng Đạo luật Chống lại Kẻ thù của nước Mỹ thông qua trừng phạt.
Vào ngày 19 tháng 5 năm 2020, Nga đã bắt đầu chuyển giao máy bay cho Ai Cập. Tháng 2 năm 2021, Bộ Quốc phòng Nga xác nhận đã chuyển 5 máy bay cho Ai Cập. 

## Xuất khẩu
Vào tháng 7-2008, Nga đã giới thiệu Su-35 cho Ấn Độ, Malaysia và Algérie. Chính phủ Venezuela cũng biểu thị mối quan tâm đến việc mua vài chiếc Su-35.
Theo bộ phận truyền thông của hãng Sukhoi thì máy bay S-35/Su-35S đạt được đặc tính bay tốt hơn so với các máy bay chiến đấu tương tự của phương Tây nhưng máy bay Su-35 đã bị các đối thủ Rafale của Dassault (Pháp), F/A-18 E/F Super Hornet của Boeing (Mỹ) và JAS-39 Gripen do Saab (Thụy Điển) sản xuất loại khỏi vòng đấu thầu cung cấp máy bay chiến đấu thế hệ mới cho Không quân Brazil.
Nga đang đặt hy vọng lớn sẽ sản xuất được khoảng 200 chiến đấu cơ đa năng tiên tiến Su-35, trong đó gồm 100 chiếc cho xuất khẩu. Tổng Giám đốc Hiệp hội Hàng không Quốc gia Nga (UAC) Mikhail Pogosyan dự đoán công ty sản xuất máy bay Sukhoi sẽ nhận được đơn hàng cung cấp khoảng 200 máy bay loại này, chia đều với tỷ lệ 50:50 cho trong nước và xuất khẩu.
Trên thực tế, triển vọng xuất khẩu Su-35 không lạc quan, số lượng Su-35 được xuất khẩu sẽ không thể so sánh với Su-27 và Su-30. Các nước Đông Âu đã không còn mua máy bay tiêm kích của Nga, tiềm năng cung ứng Su-35 cho các nước đang phát triển cũng bị hạn chế, bởi vì định vị thị trường này rất phức tạp, các nước có phương hướng mua sắm khác nhau.
Trong vài năm tới, Ấn Độ còn tiếp tục mua và sản xuất (có giấy phép) Su-30MKI nhưng trang bị thiết bị điện tử do họ tự sản xuất chứ không dùng hàng Nga, Malaysia sẽ mua máy bay chiến đấu cải tiến Su-30MKM sử dụng thiết bị của Nga và Pháp. Do hai loại máy bay này đều rất tiên tiến, về tính năng có thể gần tương đương Su-35, vì vậy Ấn Độ và Malaysia chưa chắc đã nhập khẩu Su-35, từ đó giảm mạnh tiềm năng xuất khẩu Su-35. Algérie và Venezuela sẽ nhập khẩu máy bay chiến đấu Su-30MK2 và Su-30MKA không tiên tiến lắm, từ đó có nghĩa là trọng điểm chi tiêu quân sự của những nước này đang chuyển hướng tới các chương trình khác.
Hàn Quốc sẽ tiếp tục mua máy bay chiến đấu F-15K của Mỹ, trong chương trình mời thầu mua sắm máy bay mới của Không quân Hàn Quốc cơ bản không có vị trí của Su-35. Ả Rập Xê Út cũng ưu tiên mua máy bay chiến đấu của châu Âu. Nước có tiềm năng tương đối lớn trong việc nhập khẩu Su-35 là Brasil thì trong giai đoạn cuối cùng mời thầu mua sắm đã không lựa chọn Su-35.
Thị trường các nước Trung Đông dành cho máy bay tiêm kích Nga cũng tương đối hạn chế, khách hàng tiềm năng của họ là Libya, Syria, Iran nhưng đa số các nước Trung Đông này đã hoặc đang lâm vào chiến tranh, không còn khả năng tài chính để mua máy bay mới. Còn với thị trường châu Phi, đối thủ cạnh tranh lớn nhất của Nga là Trung Quốc (máy bay của Trung Quốc tuy có tính năng thấp hơn nhưng giá thành rẻ hơn rất nhiều). Trong khi đó, thị trường mới ở khu vực Đông Nam Á, như Indonesia và Việt Nam thì có hứng thú lớn hơn với Su-35, bởi vì những nước này không sẵn sàng mua máy bay tiêm kích của Trung Quốc hoặc phương Tây. Nhưng do những nước này hiện đang mua máy bay tiêm kích dòng Su-30, vì vậy đơn đặt hàng Su-35 tương lai có thể sẽ bị hạn chế. Tóm lại, các số liệu phân tích cho thấy, triển vọng xuất khẩu Su-35 trong tương lai gần là không lạc quan, tiềm năng xuất khẩu của nó cơ bản không thể so sánh với Su-27 và Su-30.

### Cộng hòa Nhân dân Trung Hoa
Su-35 đã được chào bán cho Trung Quốc từ năm 2006 nhưng Trung Quốc không quan tâm đến việc mua số lượng lớn các biến thể của Su-27 do họ đã bắt đầu sản xuất các biến thể Su-27 không giấy phép. Trung Quốc muốn mua một lô nhỏ Su-35 (4-6 chiếc) hoặc thậm chí là một số hệ thống lắp trên Su-35 như radar Irbis hay động cơ AL-41FS. Phía Nga tuyên bố sẵn sàng bán cho Trung Quốc nhưng không dưới 48 chiếc. Nhưng khi kết quả thử nghiệm động cơ nội địa của Trung Quốc không khả quan lắm thì việc Trung Quốc đề nghị mua Su-35 gây nghi ngờ là để lấy động cơ sao chép và mang qua J-20.
Báo Độc lập Nga cho biết, trong các cuộc đàm phán về thương vụ mua bán đã đạt được những tiến triển rất khả quan. Cuộc đàm phán về thương vụ Su-35 giữa Nga và Trung Quốc đã trải qua một thời gian khá dài để thương thảo. Trong khi Nga kiên quyết Trung Quốc phải mua ít nhất 48 chiếc thì mới đồng ý bán còn Bắc Kinh lại muốn xé nhỏ hợp đồng như trước đây để thừa cơ hội sao chép công nghệ. Nhưng các nhà hoạch định xuất khẩu vũ khí Nga đã lên kế hoạch chỉ xuất khẩu số lượng động cơ thế hệ AL-41F cân đối với tỷ lệ Su-35 và không có điều khoản kèm theo về điều kiện mua thêm động cơ trong hợp đồng đó. Và để cho Trung Quốc hai lựa chọn là nhập khẩu nhiều máy bay chiến đấu Su-35 hơn, hai là tiến hành đàm phán độc lập, ký kết hợp đồng khác, nhập khẩu động cơ AL-41F, giá cả đương nhiên là khác.
Tờ Huanqui của Trung Quốc trích dẫn từ Đài Tiếng nói nước Nga hôm 25/6/2013 cho biết, Nga và Trung Quốc đã ký kết một thỏa thuận xuất khẩu vũ khí bao gồm 100 chiến đấu cơ Su-35 tại triển lãm hàng không Paris Air Show. Ria Novosti dẫn lời Konstantin Makienko, Phó Giám đốc Trung tâm Phân tích Chiến lược và Công nghệ của Nga, tăng trưởng xuất khẩu của ngành Hàng không Quân sự Nga trong tương lai gần phụ thuộc vào các hợp đồng bán máy bay chiến đấu Su-35 cho Trung Quốc.
Theo tạp chí "Cất cánh" Nga, từ năm 2005 trở đi, Công ty Sukhoi đã lập văn phòng ở Bắc Kinh, ra sức tiếp thị Su-35S nhưng những năm gần đây, sự nhiệt tình của Trung Quốc đối với máy bay của Sukhoi giảm xuống, khách hàng lớn chỉ còn lại Ấn Độ. Su-35S các nước nhỏ hoặc không đủ ngân sách để mua, hoặc không đủ khả năng để sử dụng được nên Nga phải nỗ lực ra sức tiếp thị máy bay chiến đấu Su-35S cho Trung Quốc. Truyền thông Nga cho rằng sở dĩ tập trung chào bán Su-35S là muốn thông qua Trung Quốc gây ảnh hưởng đến các nước như Ấn Độ, Việt Nam buộc các nước này cũng phải mua sắm, thậm chí phải mua T-50 của Nga.
Năm 2016, Trung Quốc đã đồng ý mua 24 chiếc Su-35 kèm theo đầy đủ vũ khí trang bị, trị giá hợp đồng là 2,8 tỷ USD. Như vậy, Trung Quốc đã chi hơn 116 triệu USD cho 1 chiếc Su-35 đầy đủ trang bị Như vậy, Su-35 xuất khẩu cho Trung Quốc có giá cao gấp đôi so với mức giá bán cho không quân Nga. Lý do Nga đưa ra mức giá cao như vậy là để "bảo hiểm" cho rủi ro Trung Quốc có thể sao chép công nghệ, trong khi Trung Quốc cũng chấp nhận mức giá cao như vậy do Su-35 có nhiều công nghệ tân tiến mà họ chưa có.

### Ai Cập
Năm 2018, Ai Cập đã ký hợp đồng mua 20 - 24 chiếc Su-35 kèm theo vũ khí và phụ tùng, trị giá hợp đồng là 2 tỷ USD.

## Các phiên bản

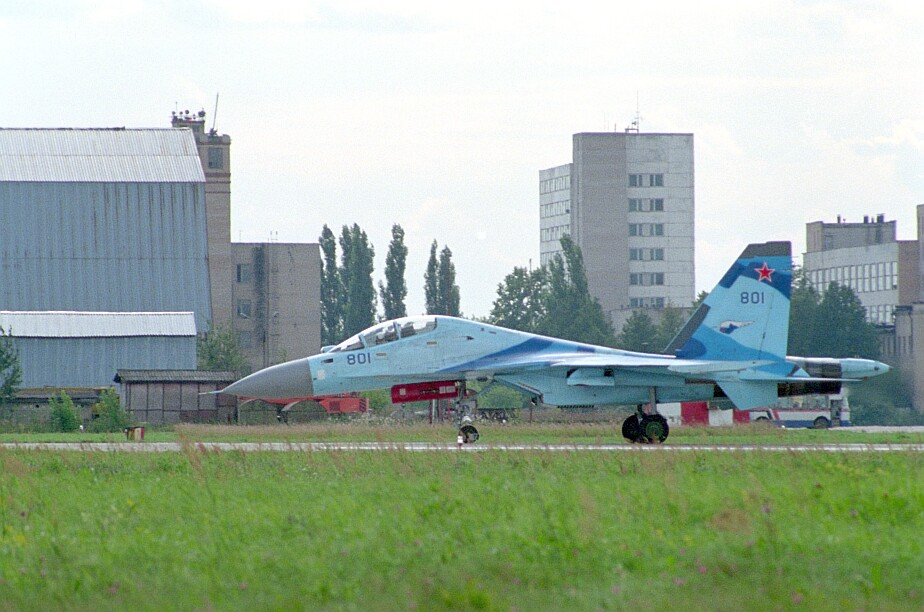
Sukhoi Su-35UB tại MAKS 2001.

Su-27M/Su-35Máy bay tiêm kích một chỗ với mã nhà máy là T-10M. 2 nguyên mẫu đầu tiên đã có thân trước mới, cánh mũi và hệ thống điều khiển fly-by-wire. Chúng được chuyển đổi từ khung thân của những chiếc Su-27. Nguyên mẫu thứ 3 (T10M-3) đã được trang bị bộ ổn định đuôi mới, cần đáp trước mới và khả năng tiếp nhiên liệu trên không. Su-27M được trang bị động cơ AL-31FM. Các mẫu thử được chế tạo năm 1995 và chúng không được đưa vào sản xuất đại trà.
Su-37Phiên bản trình diễn công nghệ, chuyển đổi từ Su-27M. Su-37 được trang bị hệ thống fly-by-wire, buồng lái sử dụng màn hình tinh thể lỏng giống Su-30MKK. Su-35UB cũng dùng chung với hệ thống điện tử hàng không với Su-30MKK, mặc dù nó có hệ thống fly-by-wire khác để điều khiển cánh mũi. Nó được trang bị động cơ AL-31FP với khả năng điều chỉnh hướng phụt. Dù cho là máy bay huấn luyện, Su-35UB hoàn toàn có đủ khả năng chiến đấu.

#### Su-35UB
Máy bay huấn luyện 2 chỗ được thiết kế bởi KnAAPO. Chiếc mang số hiệu T-10UBM-1 được nâng cấp từ chiếc Su-27M và có thân của Su-30MKK. 
Su-35S
Là phiên bản được thiết kế cho Không quân Nga. Theo Aviation Week & Space Technology, chữ "S" có nghĩa là Stroyevoy

## Quốc gia sử dụng
Nga
Không quân Nga - 103 máy bay tính tới tháng 12 năm 2021.
- Trung đoàn Hàng không Tiêm kích 23 - Sân bay Dzyomgi, vùng Khabarovsk
- Trung đoàn Hàng không TIêm kích cận vệ 22 - Căn cứ không quân Uglovoye, vùng Primorsky
- Trung đoàn Hàng không Tiêm kích 159 - Sân bay Petrozavodsk, Cộng hòa Kareliya
- Trung đoàn Hàng không Tiêm kích 790 - Căn cứ không quân Borisovsky Khotilovo, tỉnh Tver
- Trung tâm huấn luyện Chiến đấu và Bay đơn 4 - Căn cứ không quân Lipetsk, tỉnh Lipetsk
- Trung tâm Thử nghiệm bay Nhà nước 929 - Căn cứ không quân Vladimirovka, tỉnh Astrakhan
- Căn cứ không quân Khmenim, Latakia, Syria

 Trung Quốc
- Không quân Quân Giải phóng Nhân dân Trung Quốc - 24 máy bay
- Lữ đoàn không quân 6 - Căn cứ không quân Toại Châu, Quảng Đông

## Thông số kỹ thuật (Su-35)

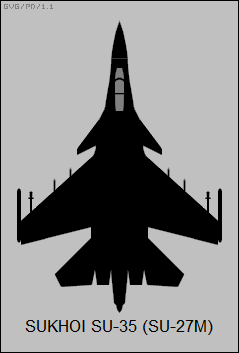

Dữ liệu lấy từ KNAAPO Su-35 page, Su-35 booklet, Gordon and Davidson

### Đặc điểm riêng
- Phi đoàn: 1
- Chiều dài: 21.9 m (72.9 ft)
- Sải cánh: 15.3 m (50.2 ft)
- Chiều cao: 5.90 m (19.4 ft)
- Diện tích cánh: 62.0 m² (667 ft²)
- Trọng lượng rỗng: 17.500 kg (38.600 lb)
- Trọng lượng cất cánh: 25.300 kg (56.660 lb)
- Trọng lượng cất cánh tối đa: 34.500 kg (76.060 lb)
- Động cơ: 2× Lyulka AL-35F
  - Lực đẩy thường: 7.600 kgf (74.5 kN, 16.750 lbf) mỗi chiếc
  - Lực đẩy khi đốt nhiên liệu phụ trội: 14.500 kgf (142 kN, 31.900 lbf) mỗi chiếc

### Hiệu suất bay
- Vận tốc cực đại: Mach 2.25 (2.410 km/h, 1.550 mph)
- Tầm bay: 3.600 km (1.940 nmi)
- Tầm bay tuần tiễu: 4.500 km (2.430 nmi) với thùng nhiên liệu phụ
- Trần bay: 18.000 m (59.100 ft)
- Vận tốc lên cao: >280 m/s (>55.100 ft/min)
- Lực nâng của cánh: 408 kg/m² (84.9 lb/ft²)
- Lực đẩy/trọng lượng: 1.1

### Vũ khí
Tải trọng vũ khí khi mang đầy nhiên liệu là 4 tấn vũ khí, tải trọng tác chiến thông thường là 8 tấn vũ khí, tải trọng vũ khí tối đa lên tới 12 tấn vũ khí (tải trọng chiến đấu là lượng vũ khí tối đa mà máy bay có thể mang theo mà vẫn có thể tác chiến hiệu quả, còn tải trọng tối đa là lượng vũ khí lớn nhất mà máy bay có thể mang theo khi cất cánh (nhưng không thể tác chiến hiệu quả do tầm bay bị rút xuống quá ngắn), vì vậy cùng 1 máy bay thì tải trọng tối đa luôn lớn hơn khá nhiều so với tải trọng tác chiến)
- 1× pháo 30 mm GSh-30-1 với 150 viên đạn
- 2× giá treo đầu cánh cho tên lửa không đối không R-73 (AA-11 "Archer") hoặc thiết bị ECM
- 12× giá treo ở cánh và thân cho 8.000 kg (17.630 lb) vũ khí, bao gồm:
  - Tên lửa không đối không
    - AA-12 Adder (R-77)
    - AA-11 Archer (R-73)
    - AA-10 Alamo (R-27)

  - Tên lửa không đối đất và đối hải
    - AS-17 Krypton (Kh-31)
    - AS-16 Kickback (Kh-15)
    - AS-10 Karen (Kh-25ML)
    - AS-14 Kedge (Kh-29)
    - AS-15 Kent (Kh-55)
    - AS-13 Kingbolt (Kh-59)

  - Bom
    - KAB-500L
    - KAB-1500 bom dẫn đường bằng laser/TV
    - FAB-100/250/500/750/1000

|                                                                                         | Su-35 / T-10M             | |
| Chiều dài                                                                               | 22.18 m                   | 21,95 m |
| Sải cánh                                                                                | 14,7 m                    | 14,75 m |
| Chiều cao                                                                               | 6,35 / 6,43 m             | 5,92 m |
| Diện tích cánh                                                                          | 62.04 m                   | 62,2 m |
| Quét góc của cánh cạnh hàng đầu                                                         | 42 °.                     | 42 °. |
| Lực nâng của cánh                                                                       | 414 kg / m²               | 410 kg / m²                                                                                                |
| Lực nâng của cánh tại Trọng lượng tối đa                                                | 548 kg / m                | 611 kg / m                                                                                                 |
| Đẩy trọng lượng bình thường                                                             | 0.97                      | 1.14 |
| Đẩy vào khối lượng tối đa                                                               | 0,74 kN                   | 0,76 |
| Trọng lượng cất cánh tối đa                                                             | 34000 kg                  | 34.500 kg                                                                                                  |
| Trọng lượng cất cánh                                                                    | 25.700 kg                 | 25.300 kg (2 × R-77, R 2 X-73)                                                                             |
| Trọng lượng rỗng                                                                        | 18.400 kg                 | 19000 kg                                                                                                   |
| Trọng lượng nhiên liệu với PTB                                                          |                           | 14300 kg                                                                                                   |
| Trọng lượng không PTB nhiên liệu                                                        | 10.250 kg                 | 11500 kg                                                                                                   |
| Khối lượng tải trọng                                                                    | 8000 kg                   | 8000 kg |
| Tốc độ tối đa ở trên cao                                                                | 2.500 km/h / 2.35M        | 2.500 km/h / 2.35M 2,25 m (chiều cao 11000 m) 2.400 km/h (trong giai đoạn đầu tiên của ICG trong năm 2011) |
| Tốc độ tối đa ở mặt đất                                                                 | 1.400 km/h / 1,17 M       | 1.400 km/h / 1,17 M (chiều cao 200 m, kết thúc giai đoạn đầu tiên của ICG trong năm 2011)                  |
| Tốc độ tối đa mà không cần đốt                                                          |                           | hơn 1.300 km/h (hơn 1,1 M) trên nguyên mẫu T-10BM đầu tiên - 1.1 M                                         |
| Tốc độ bay                                                                              | 800–950 km/h / 0,75-0,9 M | |
| Tầm với tối đa 1 tiếp nhiên liệu                                                        | 6300 km                   | |
| Phạm vi tối đa với PTB                                                                  |                           | 4500 km (độ cao, 2 x PTB-2000)                                                                             |
| Tầm bay tối đa không bao gồm két thả                                                    | 3400 km                   | 3600 km (độ cao, tốc độ di chuyển)                                                                         |
| Phạm vi gần mặt đất (tốc độ - 0,7 m)                                                    |                           | 1.580 km                                                                                                   |
| Bán kính chiến đấu                                                                      | 1.600 km                  | |
| Trần bay                                                                                | 18000 m                   | 18000/19000 m 18.000 m (trong giai đoạn đầu tiên của ICG trong năm 2011)                                   |
| Vận tốc lên cao                                                                         | hơn 280 m / s             | hơn 280 m / s                                                                                              |
| Thời gian tăng tốc ở độ cao 1000 m ở nhiên liệu còn lại 50% tiếp nhiên liệu bình thường |                           | 600 km/h đến 1100 km/h - 13,8 đến 1100 km/h đến 1300 km/h - 8                                              |
| Tải hoạt động tối đa                                                                    | 9G                        | |
| Khu vực EPR (ước tính)                                                                  |                           | 0,5–2 m |
| Chạy lên                                                                                |                           | 400–450 m (trọng lượng cất cánh bình thường, đầy đủ đốt)                                                   |
| Đồng hồ đo tốc                                                                          |                           | 650–700 m (với phanh dù và hạ cánh bình thường trọng lượng)                                                |

Trang bị vũ khí
|                                    | Su-35 / T-10M | Su-35BM / T-10BM | Su-35S |
| Pháo                               | 1 x 30 mm GSh-30-1 với150 viên đạn. Súng gắn trên cánh phải. | 1 x 30 mm GSh-30-1 với150 viên đạn. Súng gắn trên cánh phải. | 1 x 30 mm GSh-30-1 với 150 viên đạn. Súng gắn trên cánh phải. |
| Tên lửa không đối không (tùy chọn) | 10 x R-77 RVV-AE tên lửa 8 x R-27RE / R-27TE 6 x P-73, P-73m x 8 tên lửa R-27 hoặc R-77 + 4 R-73 | 12 giá treo vũ khí có thể treo các loại tên lửa: KS-172, F-27E, F-77, F-73, RVV-SD, RVV-MD. 5 x KC-172 8 x P-27ER1 4 x P-và R-27ET1 27EP112 x R-77 RVV-AE 6 x R-73                                                        | 12 giá treo vũ khí có thể treo các loại tên lửa: P-27E, F-77, F-73, RVV-SD, RVV-MD. 8 x P-27ER1 4 x P-và R-27ET1 27EP1 12 x R-77 RVV-AE 6 x R-73 Tùy chọn: - 9 x RVV-SD + 2 x RVV-MD; - 5 x RVV-SD + 2 x RVV-MD + 2 x trống tên lửa X-31. |
| Tên lửa không đối đất và đối hải   | 6 giá treo có thể treo đạn UR C-25LD, X-29L, X-59M, X-31A, Kh-31P; loại NUR của C-8 (lên đến 6 đơn vị), C-13 (lên đến 6 đơn vị) và C-25 (lên đến 6 quả) để sử dụng Kh-29L, S-25LD và máy bay X-59M phải được trang bị một hệ thống điều khiển vũ khí chứa | 6 giá treo có thể treo đạn X-31, "Onyx" / BrahMos (1-3 quả), "club" / "Caliber-A" (lên đến 3 quả), X-25, X-29, X-38 X-58USHKE, X-59MK (lên đến 5 đơn vị), C-25LD, loại tên lửa S-8 (trong đơn vị), C-10 (đơn vị) và C-25; | 6 giá treo có thể treo đạn: X-31, X-25, X-29, X-38, X-58USHKE, X-59MK (lên đến 5 đơn vị), C-25LD, loại tên lửa S-8 (trong khối) C-10 (trong khối) và C-25;                                                                                |
| Bom                                | 16 x FAB-500M54 12 x FAB-500M62 / BetAB-500SH / ST-500SH 8 x KAB-500Kr 36 x FAB-250M54 24 x FAB-250M62 48 x FAB-100-120 8 x KMGU | 8 x KAB-500Kr 8 x KAB-500S-E 3 x KAB-1500Kr 3 x KAB-1500L bom các cỡ | 4-5 x KAB-500Kr 4-5 x KAB-500S-E 3.2 x KAB-1500Kr 2-3 x KAB-1500L bom các cỡ |

## Nội dung liên quan

### Máy bay có cùng sự phát triển
- Sukhoi Su-27
- Sukhoi Su-30
- Sukhoi Su-35BM
- Sukhoi Su-37

### Máy bay có tính năng tương đương
- Eurofighter Typhoon
- F-15E Strike Eagle
- F-16
- Dassault Rafale
- JAS 39 Gripen
- MiG-29
- MiG-35

### Danh sách tiếp theo
- Su-30 - Su-33 - Su-34 - Su-35 - Su-37